# 国際連合安全保障理事会決議90
国際連合安全保障理事会決議90（こくさいれんごうあんぜんほしょうりじかいけつぎ90）は、1951年1月31日に国際連合安全保障理事会で採択された決議。
安保理が取り組むべき問題の一覧から、「大韓民国への侵略に対する非難」という項目を取り除くことを決議した。この決議は、11か国の全会一致で採択された。